# Взятие Малаги (713)
Взятие Малаги — захват в 713 году вестготского города Малага армией Омейядского халифата под командованием Абд аль-Азиза ибн Мусы. Эпизод арабского завоевания Пиренейского полуострова.

## Предыстория
После вторжения в 711 году мавров на Пиренейский полуостров и разгрома ими в битве при Гвадалете войска короля Родериха арабы и берберы быстро установили контроль над южными областями Вестготского государства. Однако в центральных и северных районах страны вестготская знать смогла организовать сопротивление захватчикам.
Среди прочих против арабов выступил один из наиболее знатных вестготов, герцог Теодемир. Он контролировал земли Пиренейского полуострова, включавшие города Малага и Альмерия. Против Теодемира был направлен военачальник Абд аль-Азиз ибн Муса, военный губернатор Мурсии. Тот сумел нанести христианам поражение и захватить Альмерию, заставив Теодемира с остатками войск укрыться в Малаге.

## Взятие Малаги
Согласно исследованию Франсиско Гильена Роблеса, в то время Малага была хорошо укреплённым городом, нападение на который было сопряжено со значительными трудностями. Согласно арабским хроникам, когда арабы подошли к Малаге, они потребовали от губернатора сдать им город, но тот отказался. Однако вскоре христианский градоначальник был захвачен в плен, когда с небольшой свитой объезжал пригородные сады. Тем не менее, горожане и теперь отказались сдаться. В ответ Абд аль-Азиз ибн Муса организован ночное нападение на город. Оно было успешным: маврам удалось взобраться на стены и открыть городские ворота для основных сил. Арабское войско ворвалось в город, подвергнув его разграблению. Современные историки однако считают, что Малага могла быть осаждена ещё в 711 году войском под командованием Тарика ибн Зияда, и что город был завоёван военачальником Заидом ибн Каседи вскоре после захвата тем города Арчидона.

## Последствия
Взятие Малаги позволило маврам продолжить наступление на владения Теодемира. Его по-прежнему возглавлял Абд аль-Азиз ибн Муса, избравший своей резиденцией не разорённую Малагу, а известный ещё с римских времён город Нескания. 5 апреля 713 года между Теодемиром и Абд аль-Азизом ибн Мусой был подписан Ориуэлский договор. Устранение опасности удара в тыл со стороны Теодемира позволило маврам интенсифицировать наступление на ещё непокорённые области Пиренейского полуострова. К концу года мавры после продолжительной осады захватили Мериду, а затем и Сарагосу. После этого под властью нового вестготского короля Ардо осталась только территория Септимании.